# Put Yo Hood Up
Put Yo Hood Up è il terzo disco registrato da Lil Jon ed il primo di produzione TVT, in questo disco Lil Jon esprime uno dei generi Rap più pazzi di Atlanta (U.S.A.).
Fra gli artisti più rinomati richiamiamo M.O.P. e Ludacris.
L'album grazie all'etichetta TVT Records, ha potuto promuovere molti brani in singoli tra cui Put Yo Hood Up e Bia' Bia' due grandi successi del disco, soprattutto quest'ultimo. Lil Jon in questo album si esprime in maniera più stravagante, infatti in molti brani comincia a gridare soprattutto quando lui e gli East Side Boyz cantano da soli. Sono cambiati I testi e le liriche delle canzoni che sono diventate più esplicite e violente, come se Lil Jon avesse unito il Dirty South, con il Gangsta rap e creando così il Crunk che fa tuttora, infatti molti rapper del sud lo imitano nelle canzoni. Tra I produttori del disco ci sono Lil Jon e DJ Z-Trip che collabora in alcune strumentali di Put Yo Hood Up ma ci sono anche Devin the Dude, Big Kap che realizza la grande hit di successo Bia' Bia, Shawty Putt, Kilo Ali e anche DJ Hershey. 
Molti rapper hanno collaborato in questo album, alcuni erano già comparsi nell'album precedente come Chyna White, Jazze Pha, Too $hort e Bo Hagon, ed altri nuovi come M.O.P., Ludacris, (che in questo disco parteciperanno rispettivamente ai seguenti brani: "Heads Off (My Niggas) con M.O.P., e "Bia' Bia con Ludacris, Chyna White, Big Kap e Too $hort) 8 Ball & MJG, e anche Oobie, la nuova star R&B dell'album, quest'ultima è stata scoperta da Lil Jon stesso in quell'anno, e ha duettato diverse volte insieme a lui e agli East Side Boyz. Ha cantato in Nothings Free, Nasty Girl, e nel brano Can't Stop Pimpin', dove duetta anche insieme a 8 Ball e MJG.

## Tracce
1. "Y'all Ain't Ready"
2. "Uhh Ohh" (featuring Khujo of the Goodie Mob & Bo Hagon)
3. "Put Yo Hood Up"
4. "Bia' Bia'" (featuring Ludacris, Too $hort, Big Kap & Chyna Whyte)
5. "Bia' Bia' Check In"
6. "Who U Wit"
7. "Let My Nuts Go" (featuring Too Short, Quint Black & The Nation Riders)
8. "Move Bitch" (featuring Three 6 Mafia, Gangsta Boo, YoungBloodZ, Chyna Whyte, Don Yute)
9. "Heads Off" (My Niggas) (featuring M.O.P.)
10. "SexLude"
11. "Can't Stop Pimpin" (featuring 8 Ball & MJG, Oobie)
12. "Bounce Dat" (featuring Chyna White)
13. "Nothins Free" (featuring Oobie)
14. "Searcylude"
15. "Where Dem Girlz At" (featuring Skyy)
16. "I Like Dem Girlz" (featuring Jazzy Pha)
17. "Nasty Girl" (featuring Oobie)
18. "DJ Hershey Live At The Blue Flamelude"
19. "Go Shawty Go" (featuring Kilo Ali)
20. "Outro Chynalude"
21. "Bia' Bia'" [*] (Featuring Too Short, Chyna White)

## Critica
| Recensione su   | Giudizio |
| --------------- | -------- |
| All Music Guide | link     |

Il disco ebbe distinti riconoscimenti ed è stato certificato oro dalla RIAA, questo è stato il primo album di Lil Jon ad avere una premiazione, in quanto ha venduto da metà 2001 fino a dicembre dello stesso anno più di 500,000 copie. Inoltre i due singoli di successo Bia' Bia e Put Yo Hood Up sono stati classificati nella Billboard Hot 100, Put Yo Hood Up è arrivato alla posizione n.97 e Bia' Bia' alla n.44.